# 尼古拉·多布列佐夫
尼古拉·列昂季耶维奇·多布列佐夫（俄語：Николай Леонтьевич Добрецов，1936年1月15日—2020年12月23日），苏联和俄罗斯地质学家，俄罗斯科学院原副院长。主要从事岩石学、大地构造学和古生态学的研究。

## 生平
1936年1月15日生于列宁格勒。1957年毕业于列宁格勒矿业学院。1963年获地质学副博士学位，1971年获全博士学位。长期在苏联科学院西伯利亚分院地质与地球物理研究所工作。1984年当选苏联科学院通讯院士，1987年当选院士。1989年至1997年，担任苏联科学院西伯利亚分院副院长。1991年至1997年，担任新西伯利亚国立大学教授。1997年至2008年，担任俄罗斯科学院西伯利亚分院院长、俄罗斯科学院副院长。2020年12月23日在新西伯利亚逝世。

## 荣誉
- 中华人民共和国国际科学技术合作奖（2007年）[3]
- 二级祖国功勋勋章（2007年1月26日，俄罗斯）
- 达纳克尔勋章（2004年11月24日，吉尔吉斯斯坦）
- 列宁奖（1976年，苏联）